# Daniele Formica
Daniele Formica (Drogheda, 10 de junho de 1949 - Bassano del Grappa, 1º de fevereiro de 2011) foi um ator e diretor de cinema de origem irlandesa, mas naturalizado Itáliano. Foi também dublador e apresentador de televisão.